# ICab
iCab（アイキャブ）は、Alexander Claussが開発する、Classic Mac OS及びmacOS向けのウェブブラウザである。ナグウェアとなっており、登録をおこなっていない場合は、Pro版への更新を定期的に要求される。

## 歴史
元々は、同氏がAtari ST向けに開発したCrystal Atari Browser (CAB) というウェブブラウザをMacintoshに移植したものであり、独自のレンダリングエンジンを搭載していた。
当初はCSSやDOMなどのウェブ標準技術に対応していなかったが、iCab 3.0にてCSS 2及びUnicodeをサポートした。
iCab 4.0以降はレンダリングエンジンがWebKitに置き換えられ、Safariと同等のレンダリング能力を得た。そのため現在のiCabは、Crystal Atari Browserと全くの別物である。
2009年6月7日、iCab 4.6はAcid3を100/100で通過した初めてのウェブブラウザとなった。
なお、Safari 4はその翌日にリリースされたにもかかわらず、Acid3を初めて100/100で通過した正式版のウェブブラウザとされている。

## バージョン

### iCab 2.x
開発は既に終了したが、ダウンロードや登録を行うことは可能である。
最終版のiCab 2.9.9では、Mac OS 7.5〜9.2.2、68k版のMacintoshに対応する。

### iCab 3.x
開発は既に終了したが、ダウンロードや登録を行うことは可能である。
Mac OS Xに対応した初めてのiCabである。Universal Binary化されることにより、Intel Macにも対応した。
レンダリングエンジンでは、CSS 2及びUnicodeをサポートした。
最終版のiCab 3.0.5では、Mac OS 8.5〜9.2.2、Mac OS X 10.1.5〜10.5.x（PowerPC版・Intel版）に対応する。

### iCab 4.x
2012年7月現在、iCab 4の開発は継続されている。
ソースコードがCocoa API を用いて書き直されたほか、レンダリングエンジンがWebKitに置き換えられた。
2012年6月現在、最新版のiCab 4.9では、Mac OS X 10.3.9〜10.4.x（PowerPC版・Intel版）に対応する。

### iCab 5.x
2018年9月現在の最新版となる。
OS X Mountain Lion以降のGatekeeperに対応する署名が追加されている。
2020年3月にリリースされた、最新版の5.9.2では、Mac OS X Lion 10.7〜macOS Catalina 10.15に対応する。

### iCab 6.x
2024年現在の最新版である。2020年9月リリース。
macOS High Sierra 10.13以降のみで動作する新しいエンジンを使って、高機能・高速化を果たしている。Apple M1対応。

## iCab Mobile
iCab Mobile（アイキャブ・モバイル）は、Alexander Claussが開発する、iOS向けのウェブブラウザである。ユニバーサルアプリとなっており、iPhone/iPod touch/iPadに対応する。
Mobile Safariでは行えないような幅広いカスタマイズや、様々なウェブアプリやiOSアプリとの連携が特徴的である。
かつては独自のヘッダを加えたJavaScriptベースのユーザーによるエクステンションをWebページ上からインストールすることができた。

## 参照
1. ↑  ベクターソフトニュース - iCab プレビュー版
2. 1 2 3  “iCab - History”. icab.de. 2021年3月28日閲覧。